# Чоколов, Николай Иванович
Никола́й Ива́нович Чо́колов (1845—1932) — киевский купец и общественный деятель, купеческий староста, коммерции-советник, гласный городской думы.

## Биография
Потомственный почётный гражданин. Сын киевского купца 2-й гильдии Ивана Михайловича Чоколова и жены его Марии Яковлевны. Имел старшего брата Ивана, который также был купцом, владел несколькими типографиями и избирался гласным городской думы.
Получив домашнее образование, занялся коммерческой деятельностью. Владел мельницей, был совладельцем водочных и винокуренных предприятий, а также типографии. В 1872 году братья Чоколовы открыли дрожжево-винокуренный завод на Лукьяновке, считавшийся одним из лучших не только в Киеве, но и во всей Европейской России. В 1912 году предприятие стало акционерным обществом «Братья Чоколовы» с основным капиталом в 600 тысяч рублей. В течение многих лет избирался киевским купеческим старостой, состоял членом Киевского Русского купеческого собрания. Был удостоен звания коммерции-советника.
Большое внимание уделял распространению коммерческого образования в среде русского купечества. По его инициативе было основано Киевское первое коммерческое училище, учреждённое Киевским купеческим обществом в 1896 году и состоявшее в ведении Министерства финансов. Николай Иванович выделил капитал в 3000 рублей на учреждение стипендии своего имени и постоянно входил в попечительный совет училища. Также состоял председателем попечительного совета Второго Киевского коммерческого училища, основанного в 1902 году, и председателем Общества распространения коммерческого образования в г. Киеве.
В 1883—1910 годах избирался гласным Киевской городской думы, участвовал во многих её комиссиях, а в 1891—1907 годах состоял членом городской управы и, некоторое время, заступающим место городского головы. В 1900 году баллотировался на пост городского головы, однако уступил В. Н. Проценко.
Кроме того, в разные годы состоял: представителем от фабрикантов в губернском по фабричным и горно-заводским делам присутствии, членом Киевского губернского по промысловому налогу присутствия, членом губернского податного присутствия по избранию, членом комитета торговли и мануфактур, членом Киевского купеческого общества взаимного кредита, членом комитета Общества вспомоществования студентам Императорского университета св. Владимира, а также членом попечительного совета женских гимназий В. А. Жеребцовой и Н. В. Конопоцкой. В 1892 году стал одним из основателей Киевского общества канализации. В 1893 году на заседании Киевской городской думы предложил создать в Пуще-Водице дачный посёлок.
Благодаря стараниям и финансовой помощи Чоколова артель рабочих, мастеровых и служащих Юго-Западной железной дороги и завода «Гретер и Криванек» в 1901 году выкупила участок земли за Кадетской рощей неподалёку от Соломенки и хутора Проневщина для строительства рабочего посёлка. К осени 1902 года в посёлке было уже застроено 28 участков. Он был открыт и освящён 6 (19) августа 1905 года и в честь Михаила Чоколова назван Артельный посёлок Чоколова. От него впоследствии произошло название исторической местности Чоколовка.
После провозглашения Октябрьского манифеста 1905 года возглавил киевский отдел Торгово-промышленной партии, однако вскоре оставил должность. В 1908 году стал членом-учредителем Киевского клуба русских националистов, был избран его первым казначеем, входил в комитет клуба.
После революции эмигрировал. Скончался в Германии в 1932 году. Похоронен на русском кладбище Висбадена.

## Семья
Был женат на дочери дворянина Марии Николаевне Чоколовой. Их дети: Михаил, Николай, Владимир, Мария и Варвара. Николай Чоколов-младший, будучи студентом университета Св. Владимира (с 1910 года), стал учредителем киевского отдела Всероссийского национального студенческого союза.